# Феррьери, Инноченцо
Инноченцо Феррьери (итал. Innocenzo Ferrieri; 14 сентября 1810, Фано, Папская область — 13 января 1887, Рим, королевство Италия) — итальянский куриальный кардинал и папский дипломат. Апостольский интернунций в Нидерландах с 1841 по 15 ноября 1848. Титулярный архиепископ Сиде с 4 октября 1847 по 13 марта 1868. Апостольский нунций в Бельгии с 15 ноября 1848 по 30 сентября 1850. Апостольский нунций в королевстве Обеих Сицилий с 30 сентября 1850 по 15 июля 1856. Апостольский нунций в Португалии с 15 июля 1856 по июнь 1869. Префект Священной Конгрегации индульгенций и священных реликвий с 31 марта 1875 по 1 июля 1876. Про-префект Священной Конгрегации по делам епископов и монашествующих и Священной Конгрегации дисциплины монашествующих с 6 июля 1876 по 13 января 1887. Камерленго Священной Коллегии Кардиналов с 12 марта 1877 по 28 февраля 1879. Кардинал-священник с 13 марта 1868, с титулом церкви Санта-Чечилия с 24 сентября 1868.